# Kocatepe, Derik
Kocatepe là một xã thuộc huyện Derik, tỉnh Mardin, Thổ Nhĩ Kỳ. Dân số thời điểm năm 2010 là 745 người.